# ETH-Bibliothek

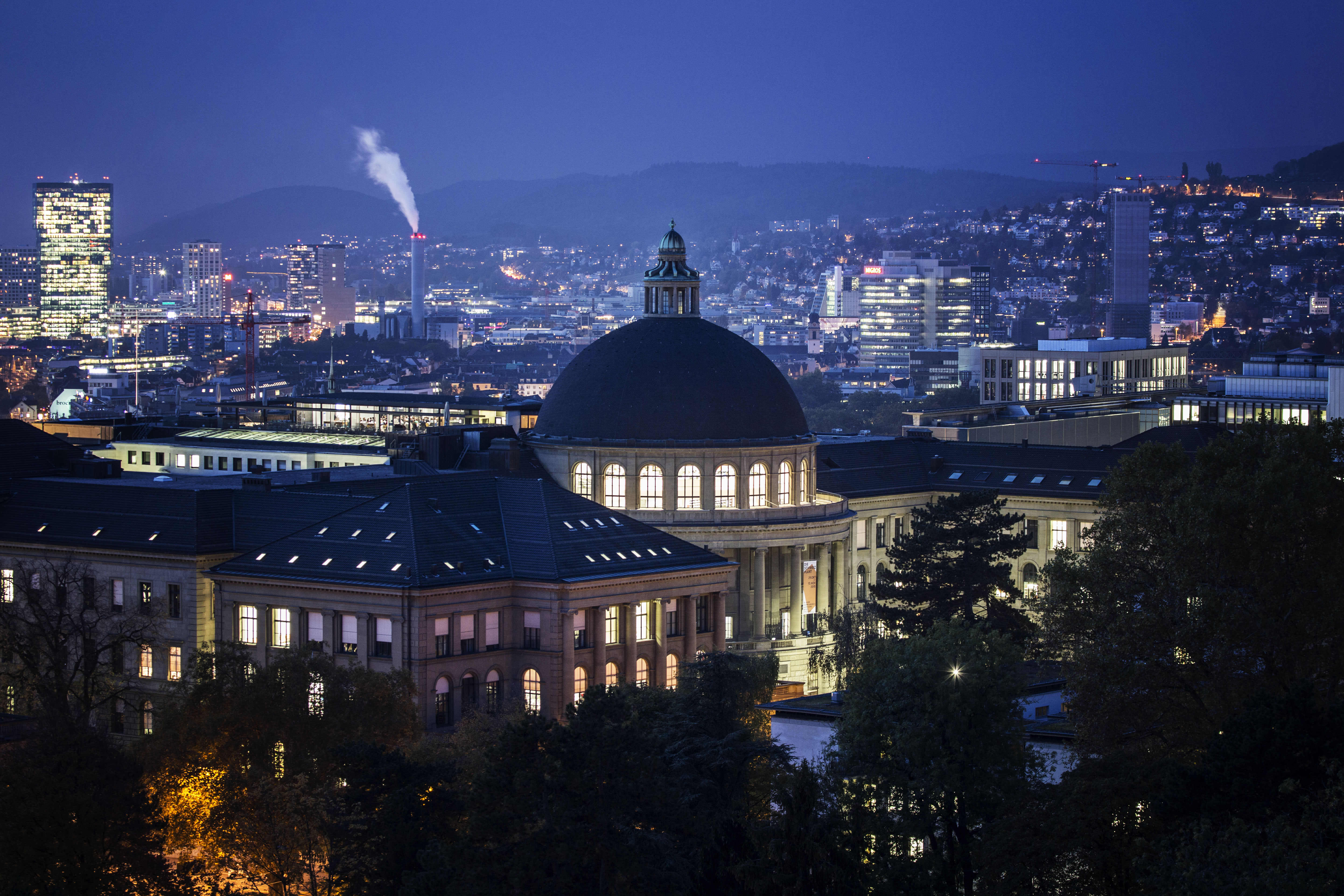
ETH Zürich im Abendlicht

Die ETH-Bibliothek ist die grösste öffentliche naturwissenschaftliche und technische Bibliothek der Schweiz. Die ETH-Bibliothek als zentrale Hochschulbibliothek und Wissenshub der ETH (Eidgenössische Technische Hochschule) Zürich stellt deren Versorgung mit naturwissenschaftlicher und technischer Information sicher. Darüber hinaus bietet sie auch Ressourcen für die Öffentlichkeit und für Firmen aus Forschung und Entwicklung. Besondere Schwerpunkte liegen im Bereich des elektronischen Informationsangebotes für Hochschulangehörige und in der Entwicklung innovativer Dienstleistungen.

## Geschichte

### Gründung und frühe Räume

Der Lesesaal der Hauptbibliothek (1936)

Im Reglement für die Eidgenössische Polytechnische Schule, das am 31. Juli 1854 vom Bundesrat verabschiedet wurde, war die Stelle eines Bibliothekars vorgesehen. Dieser sollte für die Beschaffung, die Katalogisierung, die Aufstellung der Bücher sowie für die Benutzungsaufsicht zuständig sein. Im Oktober 1855 wurde Rudolf Wolf zum Bibliothekar gewählt und eine Bibliothekskommission aus der Professorenschaft entschied über die Anschaffungen. Bis zur Eröffnung der Bibliothek am 7. Januar 1856 schuf Wolf einen gedruckten Bibliothekskatalog.
Die Bibliothek musste aus dem Nichts aufgebaut werden, da zuvor einzig die Naturforschende Gesellschaft in Zürich über Bestände der Naturgeschichte verfügte, während technische Bücher dabei kaum vertreten waren. Bundesrat Stefano Franscini sorgte dafür, dass die eidgenössische Kanzlei in Bern einen ersten Grundstock an das Polytechnikum abtrat. Es erhielt weitere Büchergeschenke aus dem In- und Ausland. Zudem wurden 1855 Bücher für einen Betrag von 16'606 Franken beschafft. Die Auswahl basierte auf einem Desiderienbuch, in welches die Professoren ihre Wünsche eintrugen. Der Bibliothekar sollte darauf achten, dass die Fachgebiete möglichst gleichmässig berücksichtigt wurden.
Die ersten Räumlichkeiten der Bibliothek befanden sich an der St. Peterstrasse in der Zürcher Altstadt. Aus Platzmangel zog sie 1861 in den Strauhof. Im Oktober 1863 wurde sie in zwei Räume im Westen des von Gottfried Semper entworfenen Hauptgebäudes verlegt. 1900 kamen weitere Räume in der Südwestecke hinzu. 1919 entstand unter der neuen Kuppel von Gustav Gull ein Lesesaal. Die Verlegung der Bibliothek in die oberste Etage wurde von Oberbibliothekar Ferdinand Rudio missbilligt, der darauf seinen Rücktritt einlegte.

### Ausbau

ETH-Hauptbibliothek (1955)

Bis 1920 verfügte die ETH-Bibliothek nur über ein Budget bis 20'000 Franken für den jährlichen Ankauf. In den 1960er-Jahren wurde die Grenze von einer Million Franken überschritten. Ab dieser Zeit wurde massiv in den Ausbau der Bibliothek investiert. 1968 wurde das einmillionste Buch mit Bundesrat Hans-Peter Tschudi gefeiert. Mittlerweile fliesst ein Grossteil des Erwerbungsbudgets in elektronische Zeitschriften.
Von 1896 bis 1983 war eine Patentsammlung in der Bibliothek integriert, die zeitweise eine eigene Unterabteilung bildete. Sie verfügte 1968 über vier Millionen Dokumente mit Patentschriften, deren Zahl weiter rasch zunahm. Später wurde in Bern eine neue Sammlung aufgebaut und die ETH konnte auf ihre kostenintensive Patentsammlung verzichten. Andererseits baute sie weitere Spezialsammlungen auf: eine Sammlung von Forschungsberichten auf Mikrofiches, wissenschaftshistorische Bücher und Bilder sowie ab 1972 die umfangreichste Kartensammlung der Schweiz. Seit 1998 sind sie im Bereich Spezialsammlungen zusammengefasst.
1985 richtete die ETH eine unterirdische Depotbibliothek am Standort Hönggerberg ein. Dort wurden wenig verlangte Bestände eingelagert. Die ETH-Bibliothek wurde damit ihrer Rolle als Schweizer Archivbibliothek für technische und naturwissenschaftliche Literatur gerecht. 1991 bezog die Bibliothek zudem eine Aussenstelle an der Weinbergstrasse. Im Hauptgebäude wurden bei einem Umbau die Publikumsbereiche umgenutzt: Aus dem früheren Lesesaal wurde ein InfoCenter, neu geschaffen wurden ein Zeitschriftenlesesaal und ein Lesesaal für die Spezialsammlungen.

### Elektronische Bibliothek

ETHICS Online-Abfrage (1986)

1976 wurden neu hinzugekommene Bestände erstmals am Computer erfasst. Ab 1980 ersetzte ETHICS, ein eigenes, integriertes Bibliothekssystem, die Produktion von Lochkarten für den Katalog. Wenige Jahre später wurde es von OPAC abgelöst. Auch an Datenbanken beteiligte sich die ETH-Bibliothek schon vor der Entwicklung des World Wide Web. 1996 richtete sie ihre virtuelle Bibliothek ein, mit Neuerwerbungen, Linksammlungen und der Möglichkeit, elektronische Zeitschriften abzurufen. 2005 verfügte sie bereits über mehr als 7000 eJournals. Mit den drei Angeboten E-Collection (Publikationsplattform für ETH-Angehörige), E-Pics (digitales Bildarchiv) und MyLibrary (personalisierte Informationsangebote) beteiligte sich die Bibliothek am virtuellen Campus ETH World.

### Leiter der Bibliothek

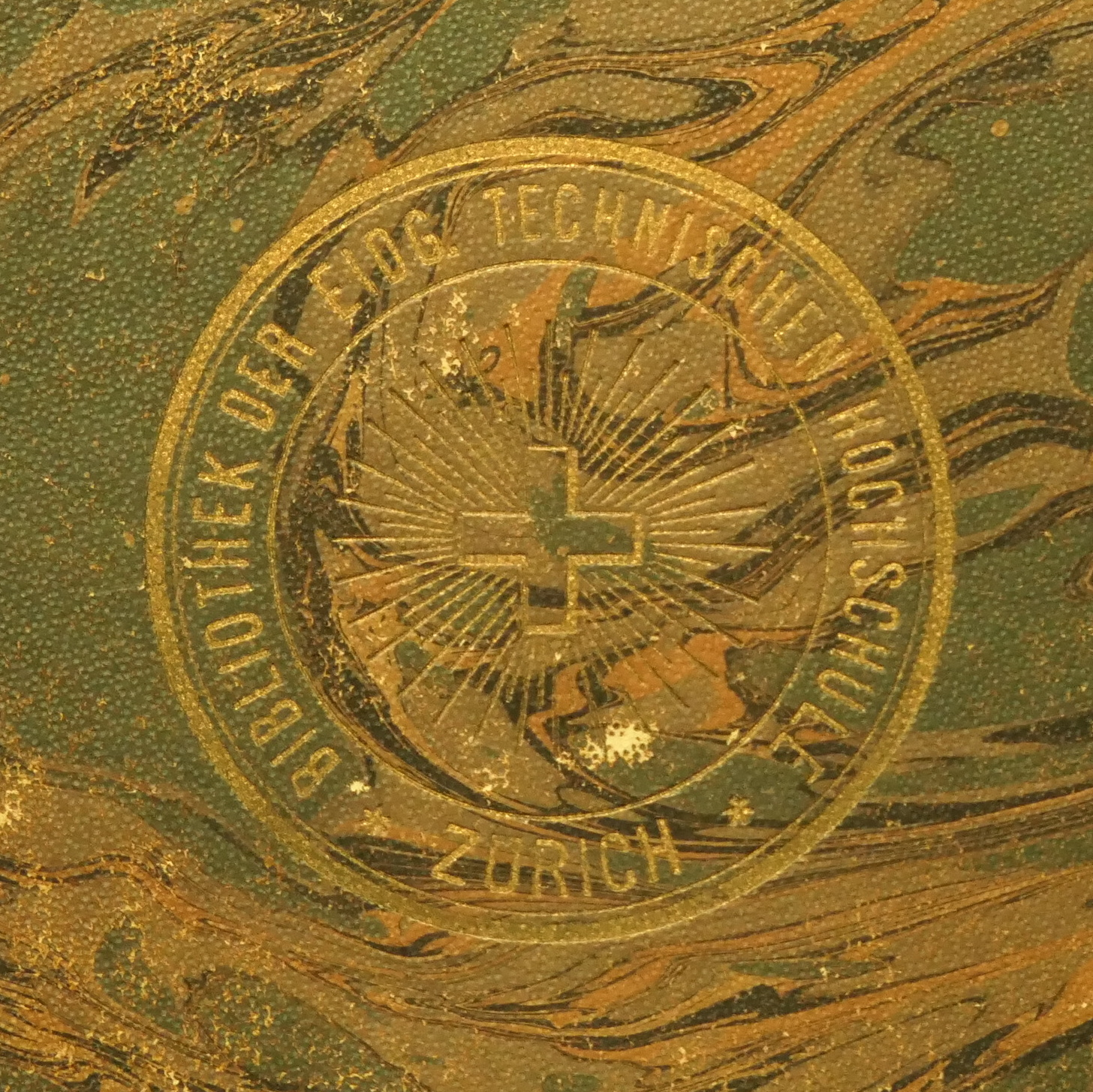
Alte Einbandprägung der Bibliothek

Leiter der Bibliothek mit unterschiedlichen Amtsbezeichnungen waren:
Bibliothekar:
- 1855–1893: Rudolf Wolf

Oberbibliothekare:
- 1894–1920: Ferdinand Rudio
- 1921–1940: Emil Wettstein
- 1941–1946: Pierre Bourgeois
- 1947–1962: Paul Scherrer, seit 1954 «Direktor»

Direktoren:
- 1963–1986: Jean-Pierre Sydler
- 1987–1996: Hannes Hug
- 1997–2015: Wolfram Neubauer
- seit 2015: 00Rafael Ball

## Sammelschwerpunkte
Die ETH-Bibliothek sammelt Medien aus den Bereichen
- Architektur
- Bauingenieurwesen
- Ingenieurwissenschaften
- Naturwissenschaften und Mathematik
- Systemorientierte Naturwissenschaften
- Management- und Sozialwissenschaften

## Spezialbibliotheken

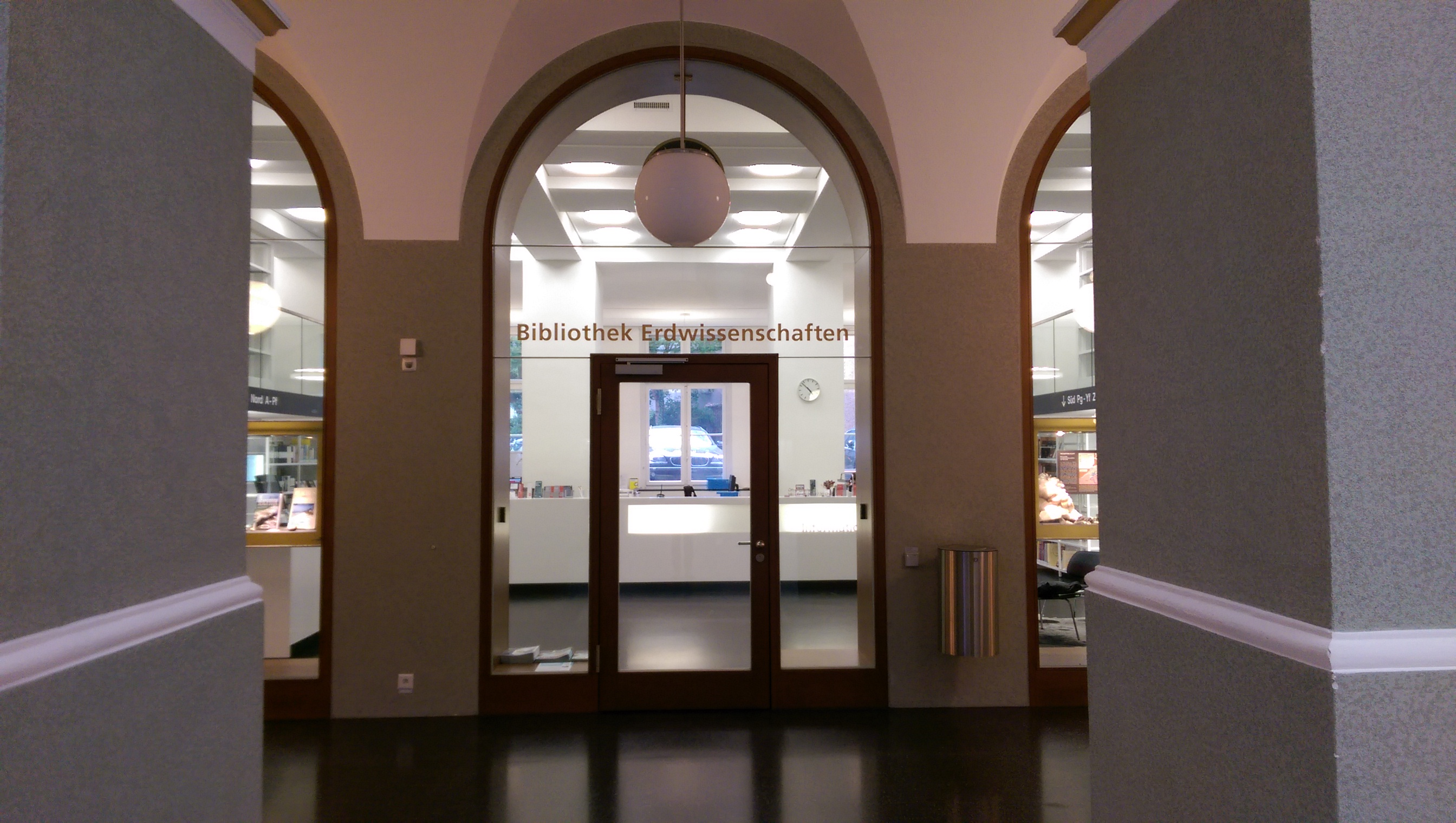
Bibliothek Erdwissenschaften ETH Zürich

Die drei Spezialbibliotheken der ETH-Bibliothek sind für die fachspezifische Literaturversorgung der entsprechenden Departemente und Institute an der ETH Zürich zuständig. Ihre Bestände stehen im Allgemeinen auch der Öffentlichkeit zur Verfügung.
Zu den Spezialbibliotheken gehören:
- Baubibliothek: Architektur, Stadt- und Raumplanung; Materialsammlung[10]
- GESS-Bibliothek: Geistes- und Sozialwissenschaften, Wirtschaft, Recht und Politik
- Grüne Bibliothek: Agrar- und Umweltwissenschaften

## Sammlungen und Archive

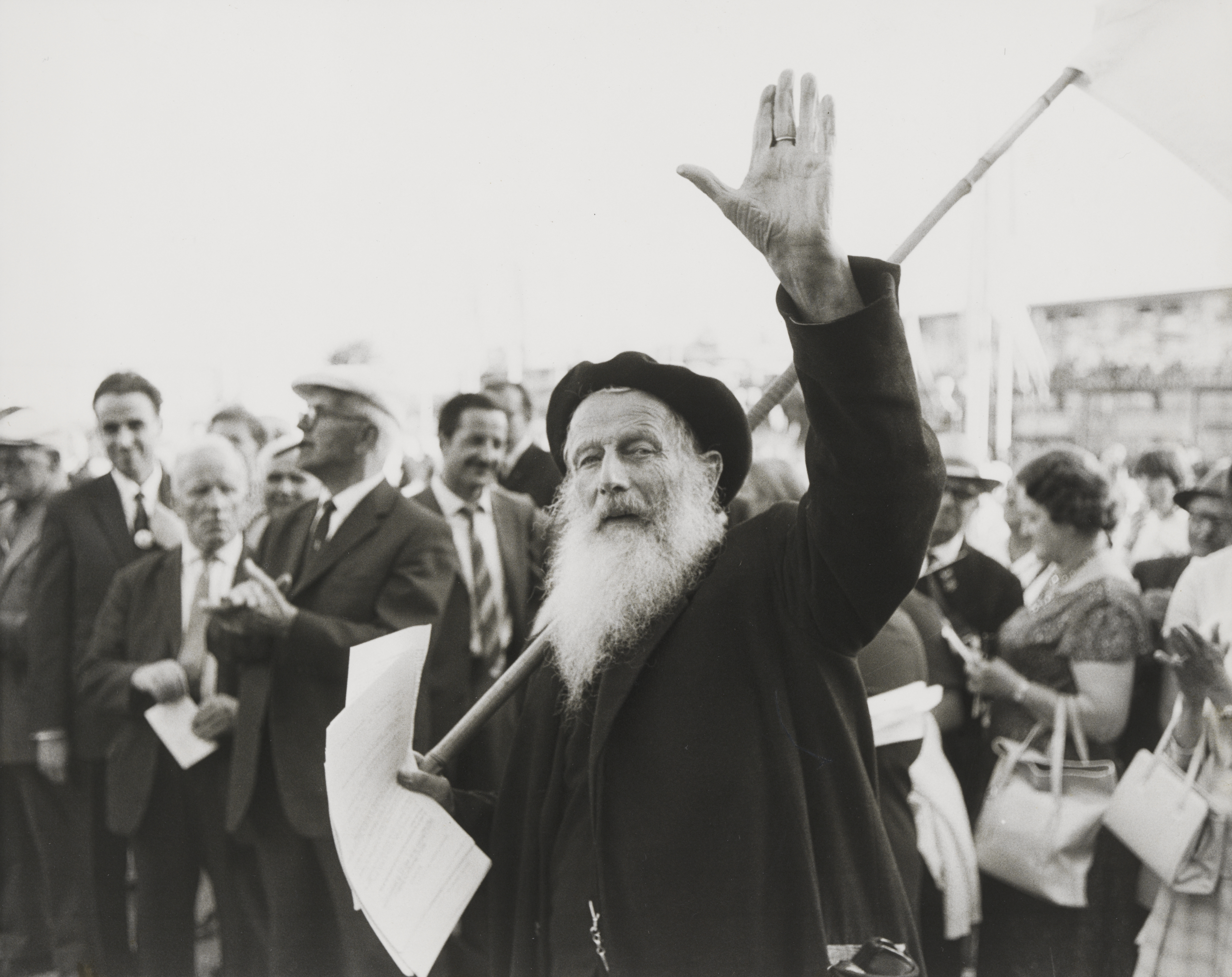
Beispiel eines Bildes aus dem Bildarchiv der ETH-Bibliothek: der 'Friedensapostel' Max Daetwyler

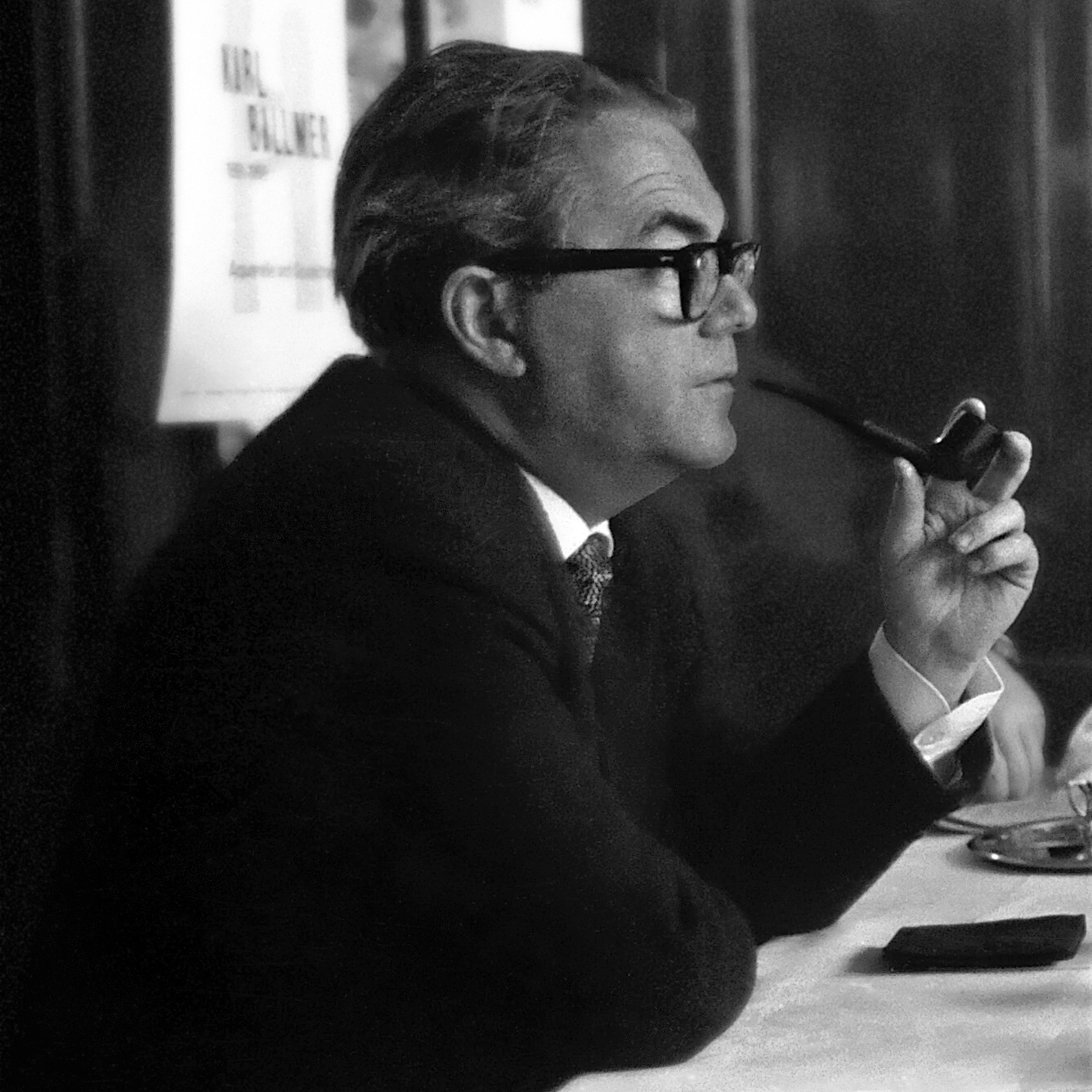
Foto aus dem Bildarchiv: Max Frisch

Die Sammlungen und Archive der ETH-Bibliothek beherbergen wertvolle Originalbestände von wissenschafts- und kulturhistorischer Relevanz. Zu den Sammlungen und Archiven gehören:
- Alte und Seltene Drucke: Werke des 15. bis 20. Jahrhunderts
- Bildarchiv: Historische Fotografien, Luftbilder, Pressebilder, Porträts, Postkarten uvm. Bilder auf Wikimedia Commons
- Erdwissenschaftliche Sammlungen: Fossilien, Mineralien, Gesteine und Reliefs →FocusTerra
- Graphische Sammlung der ETH Zürich: Größte Schweizer Sammlung von Kunstwerken auf Papier umfasst rund 160.000 hochkarätige Werke vom 15. Jahrhundert bis heute.
- Hochschularchiv: Verwaltungsarchiv der ETH Zürich und des ETH-Rates, Nachlässe von Wissenschaftlern
- Karten: Historische und moderne, topografische und thematische Karten
- Materialsammlung: Baumaterialien und historische Werkstoffe
- Max Frisch-Archiv: Nachlass Max Frisch, Primär- und Sekundärliteratur
- Sammlung der Kulturgüter: Kunstobjekte, Kunst am Bau, Sammlung Sternwarte
- Sammlung wissenschaftlicher Instrumente und Lehrmittel[12]
- Thomas-Mann-Archiv: Nachlass Thomas Mann, Primär- und Sekundärliteratur

## Kennzahlen zum Bestand
Die Bestände der ETH-Bibliothek umfassen rund 8 Mio. analoge und rund 550‘000 digitale Ressourcen. Dazu zählen mit Stand September 2022 unter anderem:
Analoge Ressourcen
| Monographien und Zeitschriftenbände | 3'003'361 |
| Bilddokumente                       | 3'791'324 |
| Karten                              | 343'096   |
| Laufmeter Literaturarchive          | 5'025     |

Digitale Ressourcen
| Digitale Bilddokumente                                      | 876'620 |
| E-Books                                                     | 957'993 |
| Dissertationen, Artikel und Reports in der ETH E-Collection | 82'716  |
| Lizenzierte E-Journals                                      | 45'196  |
| Datenbanken                                                 | 150     |

Die Bestände der Bibliotheken der ETH Zürich sowie die von schweizweit über 490 Bibliotheken sind in ETH-Bibliothek @ swisscovery auffindbar. Damit bietet ETH-Bibliothek @ swisscovery Zugang zu mehr als 30 Millionen Büchern, Serien, Zeitschriften und Non-Book-Materialien sowie mehreren Milliarden elektronischen Artikeln.

## Digitale Rechercheplattform

### Research Collection
Die Research Collection ist die Publikationsplattform der ETH Zürich. Angehörige der Hochschule können darin wissenschaftliche Volltexte open access publizieren sowie Forschungsdaten archivieren oder öffentlich zugänglich machen. Zudem verzeichnet die Research Collection alle an der ETH Zürich entstandenen Publikationen und dient als Quelle für Publikationslisten in der akademischen Berichterstattung sowie auf Webseiten der ETH Zürich.

### Weitere von der ETH-Bibliothek betriebene Plattformen von nationaler Relevanz (Auswahl)
- e-rara: Digitalisierte Drucke des 15. bis 19. Jahrhunderts aus Schweizer Bibliotheken
- e-manuscripta.ch: Digitalisierte handschriftliche Quellen aus Schweizer Bibliotheken und Archiven
- E-Pics: Digitalisierte Fotografien, Bilddokumente und 3D-Scans aus Sammlungen, Archiven, Instituten und Einheiten der ETH Zürich sowie externer Partner[14]
- E-Periodica: Digitalisierte Schweizer Zeitschriften ab dem 18. Jahrhundert bis heute aus den Bereichen Wissenschaft und Kultur[15]
- Thomas-Mann-Archiv: Handschriften und Presseartikel zu Thomas Mann

## Ausgewählte Dienstleistungen

### Ausleihkurier
Bibliothekskunden haben die Möglichkeit, sich Dokumente aus den am Swiss Library Service Platform teilnehmenden Institutionen an die Bibliothek ihrer Wahl liefern zu lassen.

### DOI-Desk
Der DOI-Desk der ETH Zürich ist an der ETH-Bibliothek angesiedelt und fungiert als zentrale DOI-Registrierungsstelle für Hochschulen und Forschungsinstitutionen in der Schweiz.
Dieser Service wird unter anderem in Zusammenarbeit mit DataCite erbracht.

### Fachstelle Forschungsdatenmanagement und Datenerhalt
Die Fachstelle Forschungsdatenmanagement und Datenerhalt berät Forschende an der ETH Zürich bei Fragen zum Umgang mit Forschungsdaten und digitalen Daten. Das ETH Data Archive stellt die technische Infrastruktur für die elektronische Langzeitarchivierung und Veröffentlichung dieser Daten zur Verfügung.

### Fachstelle E-Publishing
Als zentrale Kontaktstelle für Open Access innerhalb der ETH Zürich unterstützt die ETH-Bibliothek Angehörige der ETH Zürich dabei, ihre Dissertationen, Artikel, Reports uvm. frei zugänglich online zu publizieren.

### DigiCenter
Das DigiCenter ist ein Dienstleister in den Bereichen Digitalisierung und Metadatenbearbeitung. In Kooperation mit Einrichtungen der ETH Zürich und Schweizer Bibliotheken führt es Digitalisierungsprojekte durch.

## Laufende Projekte
Die ETH-Bibliothek führt eine Anzahl zukunftsorientierter Projekte durch. Diese stellen sicher, dass das Dienstleistungs- und Produktportfolio auf die Bedürfnisse der Zielgruppen ausgerichtet ist.